# Lijst van leden van het Europees Parlement (1989-1994)
Onderstaand volgt een Lijst van leden van het Europees Parlement in de derde zittingsperiode van het parlement (1989-1994) na de verkiezingen van 1989.
De zittingsperiode ging in op 25 juli 1989 en eindigde op 19 juli 1994.
Voorzitter in deze periode waren Enrique Baron Crespo (1989-1992) en Egon Klepsch (1992-1994).

## België
België was in het parlement vertegenwoordigd door 24 parlementsleden. Dit waren 13 parlementsleden voor de Nederlandse taalgroep en 11 voor de Franse taalgroep.
- CVP (Europese Volkspartij)

1. Raphaël Chanterie
2. An Hermans
3. Pol Marck
4. Karel Pinxten (wordt in 1991 vervangen door Marianne Thyssen)
5. Leo Tindemans

- SP (Partij van de Europese Sociaaldemocraten)

1. Marc Galle
2. Marijke Van Hemeldonck
3. Lode Van Outrive

- PVV (Partij van Europese Liberalen en Democraten)

1. Willy De Clercq
2. Karel De Gucht

- Vlaams Blok (Europees Rechts)

1. Karel Dillen

- Agalev (Europese Federatie van Groene Partijen)

1. Paul Staes

- Volksunie (Regenboogfractie)

1. Jaak Vandemeulebroucke

- PS (Partij van de Europese Sociaaldemocraten)

1. Claude Desama
2. Elio Di Rupo (wordt in 1991 vervangen door Claude Delcroix)
3. Raymonde Dury
4. Ernest Glinne
5. José Happart

- Ecolo (Europese Federatie van Groene Partijen)

1. Paul Lannoye
2. Brigitte Ernst de la Graete

- PRL (Partij van Europese Liberalen en Democraten)

1. François-Xavier de Donnea (wordt in 1991 vervangen door Anne André-Léonard)
2. Jean Defraigne

- PSC (Europese Volkspartij)

1. Gérard Deprez
2. Fernand Herman

## Bondsrepubliek Duitsland
De Bondsrepubliek Duitsland (West-Duitsland) - na de Duitse hereniging in 1990 Duitsland - was in het parlement vertegenwoordigd door 81 parlementsleden.
- SPD (Partij van de Europese Sociaaldemocraten)

1. Willi Görlach
2. Lissy Gröner
3. Klaus Hänsch
4. Magdalene Hoff
5. Karin Junker
6. Heinz Köhler
7. Rolf Linkohr
8. Günter Lüttge
9. Gepa Maibaum
10. Karl-Heinrich Mihr
11. Leyla Onur
12. Helwin Peter
13. Johannes Wilhelm Peters
14. Christa Randzio-Plath
15. Dieter Rogalla
16. Dagmar Roth-Behrendt
17. Mechtild Rothe
18. Willi Rothley
19. Jannis Sakellariou
20. Heinke Salisch
21. Detlev Samland
22. Dieter Schinzel
23. Gerhard Schmid
24. Barbara Schmidbauer
25. Barbara Simons
26. Günter Topmann
27. Kurt Vittinghoff
28. Thomas von der Vring
29. Gerd Walter (wordt in 1992 vervangen door Willi Piecyk)
30. Beate Weber-Schuerholz (wordt in 1990 vervangen door Annemarie Kuhn)
31. Klaus Wettig

- CDU (Europese Volkspartij)

1. Siegbert Alber
2. Reimer Böge
3. Elmar Brok
4. Karl-Heinz Florenz
5. Honor Funk
6. Karsten Friedrich Hoppenstedt
7. Hedwig Keppelhoff-Wiechert
8. Egon Klepsch
9. Horst Langes
10. Gerd Ludwig Lemmer
11. Marlene Lenz
12. Rudolf Luster
13. Kurt Malangré
14. Winfried Menrad
15. Friedrich Merz
16. Werner Münch (wordt in 1990 vervangen door Brigitte Langenhagen)
17. Doris Pack
18. Hartmut Perschau (wordt in 1991 vervangen door Georg Jarzembowki)
19. Hans-Gert Pöttering
20. Godelieve Quisthoudt-Rowohl
21. Günter Rinsche
22. Bernhard Sälzer (wordt in 1993 vervangen door Helga Haller von Hallerstein)
23. Diemut Theato
24. Karl von Wogau
25. Axel Zarges (wordt in 1990 vervangen door Ursula Braun-Moser)

- Bündnis 90/Die Grünen (Europese Federatie van Groene Partijen)

1. Hiltrud Breyer
2. Birgit Cramon Daiber
3. Friedrich-Wilhelm Graefe zu Baringdorf
4. Karl Partsch
5. Dorothee Piermont
6. Eva Quistorp
7. Claudia Roth
8. Wilfried Temkämper

- CSU (Europese Volkspartij)

1. Reinhold Bocklet (wordt in 1993 vervangen door Edgar Josef Schiedermeier)
2. Ingo Friedrich
3. Otto von Habsburg
4. Gerd Müller
5. Fritz Pirkl (wordt in 1993 vervangen door Maren Günther)
6. Ursula Schleicher
7. Franz Ludwig Schenk von Stauffenberg (wordt in 1992 vervangen door Günther Müller, die in 1993 vervangen wordt door Jürgen Brand)

- REP (Europees Rechts)

1. Johanna Grund
2. Klaus-Peter Köhler
3. Harald Neubauer
4. Emil Schlee
5. Hans-Günter Schodruch
6. Franz Schönhuber

- FDP (Partij van Europese Liberalen en Democraten)

1. Mechthild von Alemann
2. Martin Holzfuss
3. Manfred Vohrer
4. Rüdiger von Wechmar

## Denemarken
Denemarken was in het parlement vertegenwoordigd door 16 parlementsleden.
- Socialdemokraterne (Partij van de Europese Sociaaldemocraten)

1. Freddy Blak
2. Ejner Christiansen
3. Kirsten Jensen
4. Joanna Rønn

- Volksbeweging tegen de EU (Regenboogfractie)

1. Jens-Peter Bonde
2. Birgit Bjørnvig
3. Ib Christensen
4. Ulla Sandbæk

- CD (Europese Volkspartij)

1. Frode Christensen
2. Erhard Jakobsen (wordt in 1994 vervangen door Arne Melchior)

- SF (Europees Unitair Links)

1. John Iversen

- KF (Europese Democraten)

1. Marie Jepsen
2. Christian Rovsing

- Venstre (Partij van Europese Liberalen en Democraten)

1. Niels Kofoed
2. Tove Nielsen
3. Klaus Riskær Pedersen

## Frankrijk
Frankrijk was in het parlement vertegenwoordigd door 81 parlementsleden.
- PCF (Linkse Eenheid)

1. Sylviane Ainardi
2. Mireille Elmalan
3. Maxime Gremetz (wordt in 1994 vervangen door Jean Querbes)
4. Philippe Herzog
5. Sylvie Mayer
6. René-Emile Piquet
7. Francis Wurtz

- PS/MRG (Partij van de Europese Sociaaldemocraten)

1. Jean-Marie Alexandre
2. Claude Allegre (wordt in 1989 vervangen door Michel Hervé)
3. Jean-Paul Benoit
4. Alain Bombard
5. Martine Buro
6. Gérard Caudron
7. Claude Cheysson
8. Jean-Pierre Cot
9. Marie-José Denys
10. Laurent Fabius (wordt in 1992 vervangen door Bernard Frimat)
11. Gérard Fuchs
12. Max Gallo
13. Jean-François Hory
14. Nora Mebrak-Zaïdi
15. Nicole Pery
16. Frédéric Rosmini
17. Henri Saby
18. André Sainjon
19. Léon Schwartzenberg
20. Bernard Thareau
21. Catherine Trautmann
22. Marie-Claude Vayssade

- RPR/UDF/CNIP

1. Michèle Alliot-Marie (wordt in 1993 vervangen door André Fourçans, die tot de Europese Volkspartij behoort) (Europese Democratische Alliantie)
2. Michèle Barzach (wordt in 1989 vervangen door Aymeri de Montesquiou, die tot de Partij van Europese Liberalen en Democraten behoort. Montesquiou wordt in 1993 vervangen door Georges de Brémond d'Ars, die tot de Europese Democratische Alliantie behoort) (Europese Democratische Alliantie)
3. Yvon Briant (wordt in 1992 vervangen door André Soulier, die tot de Partij van Europese Liberalen en Democraten behoort) (Europese Democratische Alliantie)
4. Charles Baur (wordt in 1993 vervangen door Michel Pinton) (Partij van Europese Liberalen en Democraten)
5. Henry Chabert (Europese Democratische Alliantie)
6. Yves Galland (Partij van Europese Liberalen en Democraten)
7. Valéry Giscard d'Estaing (wordt in 1993 vervangen door Jean-Paul Heider, die tot de Europese Democratische Alliantie behoort) (Partij van Europese Liberalen en Democraten)
8. François Guillaume (Europese Democratische Alliantie)
9. Robert Hersant (Partij van Europese Liberalen en Democraten)
10. Alain Juppé (wordt in 1989 vervangen door François Musso) (Europese Democratische Alliantie)
11. Jeannou Lacaze (Partij van Europese Liberalen en Democraten)
12. Alain Lamassoure (wordt in 1993 vervangen door Guy Guermeur, die tot de Europese Democratische Partij behoort) (Partij van Europese Liberalen en Democraten)
13. Pierre Lataillade (Europese Democratische Alliantie)
14. Christian de la Malène (Europese Democratische Alliantie)
15. Alain Madelin (wordt in 1989 vervangen door Louis Lauga, die tot de Europese Democratische Alliantie behoort) (Partij van Europese Liberalen en Democraten)
16. Claude Malhuret (wordt in 1993 vervangen door Raymond Chésa, die tot de Europese Democratische Alliantie behoort) (Partij van Europese Liberalen en Democraten)
17. Alain Marleix (wordt in 1993 vervangen door Janine Cayet, die tot de Partij van Europese Liberalen en Democraten behoort) (Europese Democratische Alliantie)
18. Simone Martin (Partij van Europese Liberalen en Democraten)
19. Jean-Thomas Nordmann (Partij van Europese Liberalen en Democraten)
20. Jean-Claude Pasty (Europese Democratische Alliantie)
21. Alain Pompidou (Europese Democratische Alliantie)
22. Jean-Pierre Raffarin (Partij van Europese Liberalen en Democraten)
23. Marc Reymann (Europese Volkspartij)
24. Dick Ukeiwé (Europese Democratische Alliantie)
25. Yves Verwaerde (Partij van Europese Liberalen en Democraten)
26. Jacques Vernier (wordt in 1993 vervangen door Charles de Gaulle, die tot de Partij van Europese Liberalen en Democraten behoort) (Europese Democratische Alliantie)

- FN (Europees Rechts)

1. Claude Autant-Lara (wordt in 1989 vervangen door Jean-Claude Martinez)
2. Bernard Antony
3. Yvan Blot
4. Pierre Ceyrac
5. Bruno Gollnisch
6. Jean-Marie Le Chevallier
7. Martine Lehideux
8. Jean-Marie Le Pen
9. Bruno Mégret
10. Jacques Tauran

- Les Verts/UPC

1. Didier Anger (wordt in 1991 vervangen door Bruno Boissière) (Europese Federatie van Groene Partijen)
2. Marie-Christine Aulas (wordt in 1991 vervangen door Renée Conan, die in 1992 wordt vervangen door Aline Archimbaud) (Europese Federatie van Groene Partijen)
3. Yves Cochet (wordt in 1991 vervangen door Jean-Pierre Raffin) (Europese Federatie van Groene Partijen)
4. Solange Fernex (wordt in 1991 vervangen door Dominique Voynet, die in 1991 vervangen wordt door Marie-Anne Isler-Béguin)  (Europese Federatie van Groene Partijen)
5. Claire Joanny (wordt in 1991 vervangen door Marguerite-Marie Dinguirard) (Europese Federatie van Groene Partijen)
6. Gérard Monnier-Besombes (wordt in 1991 vervangen door Gérard Onesta) (Europese Federatie van Groene Partijen)
7. Max Simeoni (Regenboogfractie)
8. Djida Tazdaït (Europese Federatie van Groene Partijen)
9. Antoine Waechter (wordt in 1991 vervangen door Yves Frémion) (Europese Federatie van Groene Partijen)

- UDFD

1. Pierre Bernard-Reymond (Europese Volkspartij)
2. Jean-Louis Borloo (wordt in 1992 vervangen door François Froment-Meurice, die tot de Europese Volkspartij behoort) (Niet-ingeschrevenen)
3. Jean-Louis Bourlanges (Europese Volkspartij)
4. Philippe Douste-Blazy (wordt in 1993 vervangen door Robert Delorozoy, die tot de Partij van Europese Liberalen en Democraten behoort) (Europese Volkspartij)
5. Nicole Fontaine (Europese Volkspartij)
6. Simone Veil (wordt in 1993 vervangen door Jean-Marie Vanlerenberghe, die tot de Europese Volkspartij behoort) (Partij van Europese Liberalen en Democraten)
7. Adrien Zeller (wordt in 1992 vervangen door Michel Debatisse) (Europese Volkspartij)

## Griekenland
Griekenland was in het parlement vertegenwoordigd door 24 parlementsleden. 
- KKE (Linkse Eenheid)

1. Alexandros Alavanos
2. Dimitrios Dessylas
3. Vassilis Ephremidis

- Nea Dimokratia (Europese Volkspartij)

1. Georgios Anastassopoulos
2. Efthymios Christodoulou (wordt in 1990 vervangen door Menelaos Hadjigeorgiou)
3. Marietta Giannakou (wordt in 1990 vervangen door Georgios Zavvos)
4. Efstathios Lagakos
5. Panayotis Lambrias
6. Ioannis Pesmazoglou
7. Filippos Pierros
8. Georgios Saridakis
9. Pavlos Sarlis
10. Konstantinos Stavrou

- PASOK (Partij van de Europese Sociaaldemocraten)

1. Paraskevas Avgerinos
2. Sotiris Kostopoulos
3. Dionysios Livanos (wordt in 1993 vervangen door Emmanouil Karellis)
4. Dimitrios Pagoropoulos
5. Christos Papoutsis
6. Georgios Romeos (wordt in 1993 vervangen door Georgios Raftopoulos)
7. Panayotis Roumeliotis
8. Ioannis Stamoulis
9. Konstantinos Tsimas

- DIANA (Europese Democratische Alliantie)

1. Dimitrios Nianias

- Synaspismos (Europees Unitair Links)

1. Mihalis Papagiannakis

## Ierland
Ierland was in het parlement vertegenwoordigd door 15 parlementsleden.
- Fianna Fáil (Europese Democratische Alliantie)

1. Niall Andrews
2. Gene Fitzgerald
3. Jim Fitzsimons
4. Mark Killilea
5. Patrick Lalor
6. Paddy Lane

- Independent Fianna Fáil (Regenboogfractie)

1. Neil Blaney

- Fine Gael (Europese Volkspartij)

1. Mary Banotti
2. Patrick Cooney
3. John Cushnahan
4. Joe McCartin

- Progressive Democrats (Partij van Europese Liberalen en Democraten)

1. Pat Cox

- Onafhankelijk (Partij van Europese Liberalen en Democraten)

1. Thomas Joseph Maher

- Workers' Party of Ireland (Linkse Eenheid)

1. Proinsias De Rossa (wordt in 1992 vervangen door Des Geraghty)

- Irish Labour Party (Partij van de Europese Sociaaldemocraten)

1. Barry Desmond

## Italië
Italië was in het parlement vertegenwoordigd door 81 parlementsleden.
- Verdi Arcobaleno (Europese Federatie van Groene Partijen)

1. Adelaide Aglietta
2. Gianfranco Amendola
3. Francesco Corleone (wordt in 1989 vervangen door Virginio Bettini)
4. Enrico Falqui
5. Alexander Langer

- PSI (Partij van de Europese Sociaaldemocraten)

1. Gianni Baget Bozzo
2. Enzo Bettiza
3. Pierre Carniti
4. Bettino Craxi (wordt in 1992 vervangen door Mario Dido)
5. Giuliano Ferrara (wordt in 1994 vervangen door Gabriele Panizzi)
6. Franco Iacono
7. Lelio Lagorio
8. Antonio La Pergola
9. Nereo Laroni
10. Mario Magnani Noya
11. Vincenzo Mattina
12. Luigi Vertemati

- PCI (Europees Unitair Links)

1. Roberto Barzanti
2. Rinaldo Bontempi
3. Luciana Castellina
4. Anna Catasta
5. Adriana Ceci
6. Luigi Alberto Colajanni
7. Biagio De Giovanni
8. Cesare De Picolli
9. Maurice Duverger
10. Giulio Fantuzzi
11. Renzo Imbeni
12. Pasqualina Napoletano
13. Giorgio Napolitano (wordt in 1992 vervangen door Gaetano Cingari, die in 1994 vervangen wordt door Andrea Carmine De Simone)
14. Achille Occhetto
15. Giacomo Porrazzini
16. Andrea Raggio
17. Tullio Regge
18. Giorgio Rossetti
19. Roberto Speciale
20. Renzo Trivelli
21. Dacia Valent
22. Luciano Vecchi

- DC (Europese Volkspartij)

1. Rosaria Bindi
2. Andrea Bonetti
3. Franco Borgo
4. Carlo Casini
5. Maria Luisa Cassanmagnago Cerretti
6. Mauro Chiabrando
7. Emilio Colombo (wordt in 1992 vervangen door Francesco Lamanna)
8. Felice Contu
9. Lorenzo De Vitto (wordt in 1994 vervangen door Vito Napoli)
10. Antonio Fantini
11. Arnaldo Forlani
12. Roberto Formigoni (wordt in 1993 vervangen door Maria Teresa Coppo Gavazzi)
13. Mario Forte
14. Gerardo Gaibisso
15. Giulio Cesare Gallenzi
16. Giovanni Goria (wordt in 1991 vervangen door Agostino Mantovani)
17. Francesco Guidolin
18. Antonio Iodice
19. Salvatore Lima (wordt in 1992 vervangen door Aldo De Matteo)
20. Calogero Lo Giudice
21. Alberto Michelini
22. Giuseppe Mottola
23. Ferrucio Pisoni
24. Nino Pisoni
25. Mario Giovanni Guerriero Ruffini (wordt in 1990 vervangen door Eolo Parodi)
26. Gabriele Sboarina

- PSDI (Partij van de Europese Sociaaldemocraten)

1. Antonio Cariglia
2. Enrico Ferri

- SVP (Europese Volkspartij)

1. Joachim Dalsass

- MSI (Niet-ingeschrevenen)

1. Gianfranco Fini (wordt in 1992 vervangen door Pietro Mitolo
2. Cristiana Muscardini
3. Giuseppe Rauti
4. Giuseppe Tatarella (wordt in 1989 vervangen door Antonio Mazzone)

- PRI (Partij van Europese Liberalen en Democraten)

1. Jas Gawronski
2. Giorgio La Malfa (wordt in 1992 vervangen door Elda Pucci)
3. Marco Pannella
4. Bruno Visentini

- PR (Europese Federatie van Groene Partijen)

1. Marco Taradash

- Lega Lombarda (Regenboogfractie)

1. Luigi Moretti
2. Francesco Speroni (wordt in 1994 vervangen door Gipo Farassino)

- Partito Sardo d'Azione (Regenboogfractie)

1. Mario Melis

- DP (Europese Federatie van Groene Partijen)

1. Eugenio Melandri

## Luxemburg
Luxemburg was in het parlement vertegenwoordigd door 6 parlementsleden.
- CSV (Europese Volkspartij)

1. Nicolas Estgen
2. Astrid Lulling
3. Viviane Reding

- LSAP (Partij van de Europese Sociaaldemocraten)

1. Ben Fayot
2. Robert Krieps (wordt in 1990 vervangen door Marcel Schlechter)

- DP (Partij van Europese Liberalen en Democraten)

1. Colette Flesch (wordt in 1990 vervangen door Lydie Polfer)

## Nederland
Nederland was in het parlement vertegenwoordigd door 25 parlementsleden.
- CDA (Europese Volkspartij)

1. Bouke Beumer
2. Pam Cornelissen
3. Jim Janssen van Raaij
4. Hanja Maij-Weggen (wordt in 1989 vervangen door Bartho Pronk)
5. Ria Oomen-Ruijten
6. Arie Oostlander
7. Karla Peijs
8. Jean Penders
9. Jan Sonneveld
10. Maxime Verhagen

- PvdA (Partij van de Europese Sociaaldemocraten)

1. Hedy d'Ancona (wordt in 1989 vervangen door Mathilde van den Brink)
2. Piet Dankert (wordt in 1989 vervangen door Annemarie Goedmakers)
3. Alman Metten
4. Hemmo Muntingh
5. Maartje van Putten
6. Wim van Velzen
7. Ben Visser
8. Eisso Woltjer

- VVD (Partij van Europese Liberalen en Democraten)

1. Jessica Larive
2. Gijs de Vries
3. Florus Wijsenbeek

- D66 (Partij van Europese Liberalen en Democraten)

1. Jan-Willem Bertens

- GroenLinks (Europese Federatie van Groene Partijen)

1. Nel van Dijk
2. Herman Verbeek

- GPV/RPF/SGP (Niet-ingeschrevenen)

1. Leen van der Waal

## Portugal
Portugal was in het parlement vertegenwoordigd door 24 parlementsleden.
- PSD (Partij van Europese Liberalen en Democraten)

1. Rui Amaral
2. António Capucho
3. Vasco Garcia
4. António Joaquim Marques Mendes
5. José Mendes Bota
6. Virgílio Pereira (wordt in 1994 vervangen door Carlos Coelho)
7. Carlos Pimenta
8. Manuel Porto
9. Margarida Salema Martins

- PS (Partij van de Europese Sociaaldemocraten)

1. Maria Belo
2. Pedro Manuel Canavarro
3. António Antero Coimbra Martins
4. João Cravinho
5. Artur da Cunha Oliveira
6. Luís Marinho
7. Fernando Manuel Santos Gomes (wordt in 1993 vervangen door José Apolinário)
8. José Manuel Torres Couto

- CDU (Linkse Eenheid)

1. José Barros Moura
2. Carlos Carvalhas
3. Joaquim Miranda
4. Maria Amélia Santos

- CDS/PP (Europese Volkspartij)

1. José Vicente Carvalho Cardoso
2. Francisco António Lucas Pires
3. Luis Filipe Pais Beirôco

## Spanje
Spanje was in het parlement vertegenwoordigd door 60 parlementsleden.
- PSOE (Partij van de Europese Sociaaldemocraten)

1. José Álvarez de Paz
2. Víctor Manuel Arbeloa Muru
3. Enrique Barón Crespo
4. Pedro Bofill Abeilhe
5. Carlos María Bru Purón
6. Jesús Cabezón Alonso
7. Juan José de la Cámara Martínez
8. Eusebio Cano Pinto
9. Juan Luis Colino Salamanca
10. Joan Colom i Naval
11. Carmen Díez de Rivera Icaza
12. Bárbara Dührkop Dührkop
13. Ludivina García Arias
14. María Izquierdo Rojo
15. Manuel Medina Ortega
16. Ana Miranda de Lage
17. Fernando Morán López
18. Francisco Oliva Garcia (wordt in 1990 vervangen door José Manuel Duarte Cendán)
19. Luis Planas Puchades (wordt in 1994 vervangen door Anna Terrón i Cusí)
20. Josep Pons Grau
21. Juan de Dios Ramírez Heredia
22. Xavier Rubert de Ventós
23. Francisco Javier Sanz Fernández
24. Enrique Sapena Granell
25. Mateo Sierra Bardají
26. José Vázquez Fouz
27. Josep Verde i Aldea

- PP (Europese Volkspartij)

1. Miguel Arias Cañete
2. Pío Cabanillas Gallas (wordt in 1991 vervangen door José María Lafuente López)
3. Arturo Juan Escuder Croft (wordt in 1992 vervangen door Iñigo Méndez de Vigo)
4. Gerardo Fernández-Albor
5. Manuel García Amigo
6. José María Gil-Robles y Gil-Delgado
7. Carmen Llorca Vilaplana
8. Antonio Navarro Velasco
9. Marcelino Oreja (wordt in 1993 vervangen door Javier Areitio Toledo)
10. Leopoldo Ortiz Climent (wordt in 1993 vervangen door José Javier Pomés Ruiz)
11. Carlos Robles Piquer
12. Domènec Romera I Alcàzar
13. Joaquín Sisó Cruellas
14. Fernando Suárez González
15. José Valverde López

- Izquierda de los Pueblos (Europese Federatie van Groene Partijen)

1. Juan María Bandrés Molet

- Eusko Alkartasuna/Por la Europa de los Pueblos (Regenboogfractie)

1. Carlos Garaikoetxea (wordt in 1991 vervangen door Heribert Barrera)

- CDS (Partij van Europese Liberalen en Democraten)

1. Rafael Calvo Ortega
2. José Ramón Caso (wordt in 1989 vervangen door José Antonio Escudero)
3. Raúl Morodo Leoncio
4. Eduard Punset i Casals
5. Guadalupe Ruiz-Giménez Aguilar

- IU (Europees Unitair Links)

1. Teresa Domingo Segarra
2. Antoni Gutiérrez Diaz
3. Fernando Pérez Royo (wordt in 1993 vervangen door Laura González Álvarez)
4. Alonso José Puerta

- CiU (Europese Volkspartij)

1. Concepció Ferrer
2. Carles-Alfred Gasòliba i Böhm

- PA (Regenboogfractie)

1. Pedro Pacheco Herrera (wordt in 1990 vervangen door Diego de los Santos López)

- HB (Niet-ingeschrevenen)

1. Txema Montero Zabala (wordt in 1990 vervangen door Karmelo Landa Mendibe)

- Agrupación Ruiz-Mateos (Europese Democratische Alliantie)

1. Carlos Perreau de Pinninck Domenech
2. José María Ruiz-Mateos Jiménez de Tejada

- Coalición Nacionalista (Regenboogfractie)

1. Juan Antonio Gangoiti Llaguno (wordt in 1992 vervangen door José Domingo Posada González, die in 1993 vervangen wordt door Isidoro Sánchez García)

## Verenigd Koninkrijk
Het Verenigd Koninkrijk was in het parlement vertegenwoordigd door 81 parlementsleden.
- Labour (Partij van de Europese Sociaaldemocraten)

1. Gordon Adam
2. Richard Balfe
3. Roger Barton
4. John Bird
5. David Bowe
6. Janey Buchan
7. Ken Coates
8. Kenneth Collins
9. Peter Crampton
10. Christine Crawley
11. Wayne David
12. Alan Donnelly
13. Michael Elliott
14. Alex Falconer
15. Glyn Ford
16. Pauline Green
17. Lyndon Harrison
18. Michael Hindley
19. Geoff Hoon
20. Stephen Hughes
21. Alfred Lomas
22. David Martin
23. Henry McCubbin
24. Michael McGowan
25. Hugh McMahon
26. Tom Megahy
27. David Morris
28. Stanley Newens
29. Eddie Newman
30. Christine Oddy
31. Anita Pollack
32. Mel Read
33. Barry Seal
34. Brian Simpson
35. Alex Smith
36. Llewellyn Smith
37. George Stevenson
38. Kenneth Stewart
39. Gary Titley
40. John Tomlinson
41. Carole Tongue
42. Norman West
43. Ian White
44. Joe Wilson
45. Terry Wynn

- Conservative Party (Europese Democraten)

1. Christopher Beazley
2. Peter Beazley
3. Nicolas Bethell
4. Bryan Cassidy
5. Frederick Catherwood
6. Margaret Daly
7. James Elles
8. Richard Fletcher-Vane
9. Paul Howell
10. Caroline Jackson
11. Christopher Jackson
12. Edward Kellett-Bowman
13. Anne McIntosh
14. Edward McMillan-Scott
15. James Moorhouse
16. Bill Newton Dunn
17. Ben Patterson
18. Henry Plumb
19. Derek Prag
20. Peter Price
21. Christopher Prout
22. Patricia Rawlings
23. James Scott-Hupkins
24. Madron Seligman
25. Richard Simmonds
26. Anthony Simpson
27. Tom Spencer
28. John Stevens
29. Jack Stewart-Clark
30. Charles Strachey
31. Amédée Turner
32. Michael Welsh

- SNP (Regenboogfractie)

1. Winifred Ewing

- SDLP (Partij van de Europese Sociaaldemocraten)

1. John Hume

- UUP (Europese Democraten)

1. James Nicholson

- DUP (Niet-ingeschrevenen)

1. Ian Paisley

1 (1979-1984) · 
2 (1984-1989) · 
3 (1989-1994) · 
4 (1994-1999) · 
5 (1999-2004) · 
6 (2004-2009) · 
7 (2009-2014) · 
8 (2014-2019) · 
9 (2019-2024) · 10 (2024-2029)